# Tcl
Tcl (pronunciado /tí.quel/, originado del acrónimo en inglés "Tool Command Language" o "lenguaje de herramientas de comando", actualmente se escribe como "Tcl" en lugar de "TCL"), es un lenguaje de script creado por John Ousterhout, que ha sido concebido con una sintaxis sencilla para facilitarse su aprendizaje, sin detrimento de la funcionalidad y expresividad.
Se utiliza principalmente para el desarrollo rápido de prototipos, aplicaciones "script", interfaces gráficas y pruebas. La combinación de Tcl con Tk (del inglés Tool Kit) es conocida como Tcl/Tk, y se utiliza para la creación de interfaces gráficas.

## Características
Tcl es un lenguaje interpretado, y su código puede ser creado y modificado dinámicamente. Sus reglas sintácticas son extremadamente simples y posee reglas de alcance dinámico. Permite escribir código fácil de mantener. Los scripts Tcl son a menudo más compactos y legibles que los programas funcionalmente equivalentes en otros lenguajes de programación. Es un lenguaje multiplataforma, con intérpretes que se ejecutan sobre Windows, Linux, UNIX, MacOS y OSX e incluso microprocesadores PIC.
Todos los elementos de un programa son comandos, incluyendo las estructuras del lenguaje. Dichos comandos se escriben en notación polaca y pueden ser redefinidos o sobreescritos de manera dinámica.
Una característica notable es que los datos son manejados como cadenas de caracteres Unicode, incluyendo el código fuente, soportando Unicode desde el lanzamiento de la versión 8.1, en el año 1999.
Una de las características más usadas de Tcl es su extensibilidad. Por ejemplo, si una aplicación requiere algo de funcionalidad no ofrecida por el Tcl estándar, los nuevos comandos de Tcl pueden ser implementados usando el lenguaje C, un integrado sumamente fácil. Tcl es "extensible" a través de C, C++ y Java. En versiones recientes permite la programación orientada a objetos, en las primeras versiones requería de una extensión para tal fin. Puede extenderse también a entornos gráficos, a través de una interfaz denominada Tk.
La programación orientada a eventos se realiza sobre sockets y archivos, además son posibles los eventos basados en tiempo y los definidos por el usuario.

## Antecedentes

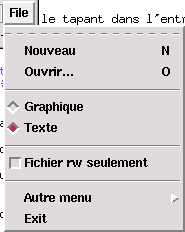
Ejemplo de un menú realizado con Tcl/Tk.

El lenguaje Tcl fue originalmente proyectado para ser un lenguaje de comando reutilizable. Quienes desarrollaron Tcl estaban creando una serie de herramientas interactivas, y cada una constaba de su propio lenguaje de comando. Desde que comenzaron a interesarse más en estas herramientas que en los lenguajes de comandos que utilizarían, estos lenguajes comenzaron a construirse rápidamente sin considerar el diseño apropiado, sin mucha importancia.
Después de implementar varios lenguajes de comandos creados de esta forma y experimentar problemas con cada uno de ellos, decidieron concentrar su atención en la implementación de un objetivo general: un lenguaje de comando eficaz que pudiera ser integrado fácilmente en nuevas aplicaciones. Es de esta manera que nace el lenguaje Tcl (del inglés Tool Command Language), cuyas siglas en español significan "Lenguaje de Herramientas de Comando".
Desde ese entonces, el lenguaje Tcl ha sido utilizado como lenguaje de código. En muchos casos, Tcl es usado en combinación con la biblioteca Tk (de Tool Kit, en español, caja de herramientas), un conjunto de comandos y procedimientos que hacen relativamente fácil para programar interfaces de usuario gráficas.
Desde que Tcl comenzó a ser un lenguaje fácilmente extensible, se han escrito muchas extensiones para ciertas tareas específicas, y están generalmente disponibles libremente en Internet.

## Sintaxis y semántica fundamental
Un script Tcl consiste de varias invocaciones de comandos. Una invocación de un comando es una lista de palabras separadas por un espacio y terminada en un carácter de nueva línea o un punto y coma.
```
palabra0 palabra1 palabra2 ... palabraN
```

La primera palabra es el nombre de un comando, el cual no está dentro del lenguaje, sino en una biblioteca. Las siguientes palabras son los argumentos. Así se tiene:
```
nombreComando argumento1 argumento2 ... argumentoN
```

Un ejemplo práctico, usando el comando puts el cual envía una cadena de caracteres a una salida (añadiendo una nueva línea al final) en forma predeterminada sobre el canal stdout:
```
puts
 
"Hola, mundo!"

```

Las variables y los resultados de otros comandos pueden introducirse también dentro de las cadenas de caracteres, tal como en este ejemplo donde usamos set (comando de asignación de variables) y expr (comando de expresiones aritméticas) para almacenar el resultado de un cálculo en una variable, y puts para imprimir el resultado junto con un texto explicativo:
```
set
 
suma
 
[expr
 
{
1
+
2
+
3
+
4
+
5
}]
 
;
#asigna a la variable suma el resultado de la evaluación de la expresión aritmética 1+2+3+4+5

puts
 
"La suma de los números 1..5 es $suma."
 
;
#muestra  una cadena de caracteres con el resultado almacenado en la variable suma

```

El punto y coma ; sirve para poner dos o más comandos en una misma línea, o para agregar un comentario después de un comando (un comentario se empieza con el símbolo #):
```
#Comentario en una línea sin comandos

puts
 
"¡Hola Mundo!"
 
;
 
puts
 
"otra linea de caracteres"

set
 
i
 
0
 
;
 
#Comentario, con un ';' para separarlo del comando

```

### Agrupamiento
Las formas de agrupar elementos en Tcl son:
- Con "" (bloques entre dobles comillas) se representan cadenas con el agregado de que se puede intercalar el valor de variables (sustituye el contenido de la variable) utilizando el símbolo $ seguido del nombre de la variable.
- Con {} (bloques entre llaves) pueden contener cadenas, pero no se pueden intercalar variables como en el caso de las doble comillas, por ejemplo, en una consola tcl (invocando tclsh en un terminal):

```
%
 
set
 
numero
 
545
 
;
#Asignación a la variable numero con 545

545

%
 
puts
 
"El valor es $numero"
 
;
# Con dobles comillas podemos poner el contenido de la variable numero

El
 
valor
 
es
 
545

%
 
puts
 
{
El
 
valor
 
es
 
$numero
}
 
;
# Pero entre llaves muestra el símbolo $ seguido del nombre de la variable

El
 
valor
 
es
 
$numero

```

Los bloques entre llaves sirven además para las estructuras de control, ya que son tratadas como cualquier otro comando.
- Los () (paréntesis) sirven para encerrar los índices en las tablas asociativas, o para agrupar en expresiones aritméticas.
- Con [] (bloques entre corchetes) se realiza la sustitución del contenido de un resultado, por ejemplo, en una consola tcl:

```
%
 
puts
 
[
 
expr
 
{
1
 
+
 
[set
 
u
 
342
]}
 
]
 
;
 
# Muestra el resultado de la expresión de sumarle 1 a la variable u que se le asigna antes 342

343

%
 
puts
 
$u
 
;
# Muestra el contenido de u

342

```

### Tipos de variables
Las variables no tienen tipos explícitamente. Sin embargo podemos definir seis tipos
- Booleanas : 0/no/off (en caso de ser falso) y 1/yes/on/ (en caso de ser verdadero) o un número diferente de 0
- Números : 1 0 3.14 1.e-10, se tratan como cadenas, salvo en expresiones aritméticas en que se convierte primero en binario.
- Cadenas de caracteres : Bienvenido, "Madame De Labas", 32 , {z 3.14}
- Listas : de booleanas, nombres, cadenas o listas (pudiendo anidar listas)
- Diccionarios : Son pares clave-valor, similares a las tablas asociativas. Pueden contener cualquier tipo de dato en el valor. Este tipo de variables se incluye desde Tcl 8.5 en adelante.
- Tablas asociativas : T(clave) M(2,3) que puedan contener los 5 tipos anteriores, incluso mezclados.

Las cinco primeros tipos son llamados tipos escalares, así que pueden ser pasados por valor y regresar al llamar a un procedimiento. Los tipos de escalar se convierten automáticamente en el tipo adecuado, por ejemplo, una cadena puede ser una lista como se ve a continuación utilizando una consola tcl:
```
%
 
set
 
frutas
 
albaricoque

%
 
puts
 
$frutas

albaricoque

%
 
set
 
frutas
 
"pomelo naranja banana"

pomelo
 
naranja
 
banana

%
 
puts
 
[
lindex
 
$frutas
 
end
]

banana

%
 
puts
 
[
lindex
 
$frutas
 
1
]

naranja

```

Una función puede devolver una cadena o una lista, pero no una tabla asociativa ya que no es una variable escalar. Estos pueden ser pasados por referencia. Los diccionarios se pueden utilizar como un parámetro de un procedimiento, e incluso puede ser devuelto.

### Estructuras de control
Contrariamente a lo que ocurre con otros lenguajes de programación, las palabras que se utilizan para las estructuras de control en Tcl no son palabras reservadas con una sintaxis especial. "for", "if", "while" son procedimientos que siguen la sintaxis habitual Tcl.
```
  
while
 
{
 
unaExpresionLogica
 
}
   
{
 

      
unCommando

      
unCommando

      
....

  
}

  
if
 
{
$x
<
0
}
 
{

     
set
 
x
 
0

  
}
 
elseif
 
{
 
$x
<
5
 
}
 
{

     
set
 
x
 
5

  
}
 
else
 
{

     
set
 
x
 
10

  
}

  
for
 
{set
 
i
 
0
}
 
{
$i
<
10
}
 
{
incr
 
i
}
 
{
 

      
puts
 
$i
 

  
}

  
foreach
 
i
 
[
list
 
"youpii"
 
"aujourd'hui"
 
"il fait beau"
 
"bravo !"
 
"bravo !"
]
 
{

      
puts
 
$i

  
}

  
# no es necesario usar el comando list con valores fijos; esto es equivalente

  
foreach
 
i
 
{
"youpii"
 
"aujourd'hui"
 
"il fait beau"
 
"bravo !"
 
"bravo !"
}
 
{

      
puts
 
$i

  
}

  
foreach
 
a
 
$listaA
  
b
 
$listaB
  
c
 
$listaC
 
{

      
puts
 
"$a $b $c"

  
}

  
foreach
 
{
x
 
y
}
 
[
list
 
Sr
 
Gaston
 
Sra
 
Jeanne
 
Sr
 
Robert
 
Sra
 
Raymonde
]
 
{

      
puts
 
"$x $y"

  
}

  
set
 
color
 
azul

  
switch
 
$color
 
{

    
rojo
   
{
 
puts
 
"FF0000"
 
}

    
azul
   
{
 
puts
 
"0000FF"
 
}

    
verde
  
{
 
puts
 
"00FF00"
 
}

    
blanco
 
{
 
puts
 
"FFFFFF"
 
}

    
negro
  
{
 
puts
 
"000000"
 
}

    
default
 
{
 
puts
 
"desconocido"
 
}

  
}

```

## Ejemplos
- Factorial (estilo de programación funcional):

```
proc
 
!
 
x
 
{expr
 
{
$x
<
2
?
 
1
:
 
$x
*
[
!
 
[
incr
 
x
 
-
1
]]}}

```

- Hacer la suma de una lista de números

Con un bucle foreach que sigue la lista :
```
set
 
numeros
 
{
10
 
9
 
8
 
7
 
6
 
5
 
4
 
3
 
2
 
1
}

set
 
suma
 
0

foreach
 
i
 
$numeros
 
{
 

   
set
 
suma
 
[expr
 
{
$suma
 
+
 
$i
}]

}

```

O más compacto utilizando el comando join en lugar del lazo con foreach :
```
set
 
suma
 
[expr
 
[
join
 
$numeros
 
+
]]

```

- Un operador es un carácter como cualquier otro, así que puede ser almacenado en una variable:

```
set
 
numeros
 
{
10
 
9
 
8
 
7
 
6
 
5
 
4
 
3
 
2
 
1
}

foreach
 
opr
 
{
+
 
*
 
-
 
/
}
 
{

   
set
 
resultado
 
[expr
 
[
join
 
$numeros
 
$opr
]]

   
puts
 
"El resultado para el operador $opr es $resultado"

}

```

- Descarga de una página HTML

```
package
 
require
 
http

set
 
tok
 
[
http
::
geturl
 
http:
//
es.wikipedia.org
/
wiki
/
Tcl
]

puts
 
[
http
::
data
 
$tok
]

http
::
cleanup
 
$tok

```

## Desarrollo y ejecución

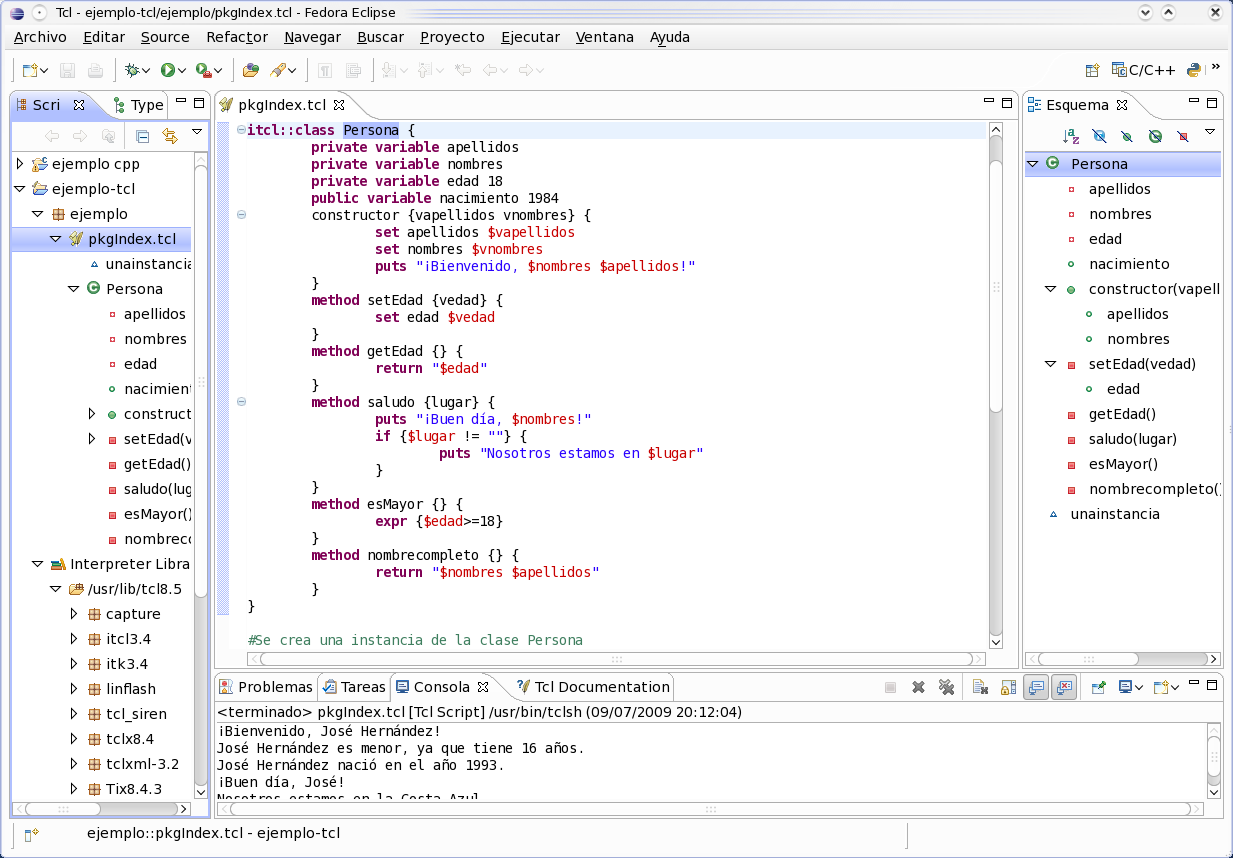
Eclipse corriendo un programa Tcl que utiliza la extensión incr Tcl para la programación orientada a objetos.

En Linux y otras plataformas de derivados de Unix, el intérprete Tcl/Tk a menudo se instala de manera predeterminada. Si este no es el caso, normalmente es necesario instalar los paquetes correspondientes a la distribución o sino utilizar el código fuente de Tcl y compilarlo para luego proceder con su instalación. Por otra parte, la ejecución de un código Tcl se realiza escribiendo en el intérprete de comandos o consola:
```
$
 
tclsh
 
archivo.tcl

```

También se puede obtener una consola Tcl escribiendo en ella solamente tclsh. Existen otras consolas para Tcl, como TkCon, que es un intérprete mejorado escrito por Jeff Hobbs. La programación de Tcl/Tk es soportada por gran variedad de IDEs, tal como Eclipse a través del proyecto DLTK (Dynamic Languages Toolkit), que contiene plugins para compiladores de lenguajes dinámicos Tcl, Ruby, Javascript y Python.

## Programación orientada a objetos
Tcl dispone nativamente de la programación orientada a objetos desde la versión 8.6 (20 de diciembre de 2012). La sintaxis es la siguiente:
```
objeto método arg1 arg2 ....
```

Ejemplo:
```
oo
::
class
 
create
 
DistribuidorTicket
 
{

  
variable
 
contador

    

  
constructor
 
{}
 
{set
 
contador
 
0
}

  

  
method
 
entregaTicket
 
{{
ticket
 
1
}}
 
{
  

      
incr
 
contador

        
for
 
{set
 
i
 
0
}
 
{
$i
 
<
 
$ticket
}
 
{
incr
 
i
}
 
{

           
puts
 
"Entrega del ticket n° $i para el control $contador"

        
}

  
}

}

set
 
macommande
 
[
DistribuidorTicket
 
new
]

$macommande
 
entregaTicket
 
2

```

Tcl no contaba en sus orígenes con construcciones específicas en su sintaxis para soportar el paradigma de la programación orientada a objetos (POO). La inclusión de la POO en Tcl fue un tema de discusión recurrente dentro de la comunidad de usuarios de este lenguaje. Las opiniones estaban divididas porque la POO no es el único paradigma adaptable, por el deseo de conservar compacto a TCL y por la gran variedad de adaptaciones posibles a los conceptos de objetos. Por esta razón existen varias extensiones diferentes que implementan la POO.
Pese a esto, desde la versión 8.6 cuenta nativamente en su núcleo con un sistema básico de orientación a objetos basado en XOTcl, buscando unificar a las demás extensiones.
| Extensión | Desarrollado con | Descripción del modelado |
| --------- | ---------------- | --- |
| XOTcl     | C                | Definición dinámica de clases, metaclases y métodos con introspección. Herencia simple y múltiple. Agregación de objetos dinámicos, clases anidadas, mixins, filtro condicional, ranuras. Influido por CLOS, Smalltalk y Self. |
| incr Tcl  | C                | Basado en el modelo de C++. Herencia múltiple. Clases privadas y públicas. |
| OTcl      | C                | Definición dinámica de clases, metaclases y métodos con introspección. Herencia simple y múltiple. Influido por CLOS, Smalltalk y Self.                                                                                        |
| Snit      | Tcl              | Utiliza el paradigma de objetos puro, a diferencia de otras extensiones, no se basa en la herencia de objetos, sino que trabaja con herencia a vínculos elegidos. Un objeto trabaja con delegaciones.                          |